# أندريا روش
أندريا روش (بالإنجليزية: Andrea Roche)‏ هي عارضة أيرلندية، ولدت في 11 نوفمبر 1977 في Cahir ‏ في جمهورية أيرلندا.

## وصلات خارجية
- أندريا روش على موقع IMDb (الإنجليزية)